# Poecilus laevigatus
Poecilus laevigatus – gatunek chrząszcza z rodziny biegaczowatych i podrodziny dzierowatych.
Gatunek ten opisany został po raz pierwszy w 1820 roku przez Léona Jean-Marie Dufoura pod nazwą Harpalus laevigatus.
Chrząszcz o wydłużonym ciele długości od 16 do 16,5 mm, bardziej zaokrąglonym i bardziej błyszczącym niż u podobnego P. punctulatus, ubarwionym jednolicie czarno. Całkowicie czarne czułki mają człony od pierwszego do trzeciego zaopatrzone w ostre kile. Przedplecze ma bardzo słabo odciśnięte dołki przypodstawowe. Pokrywy mają całkowicie płaskie międzyrzędy, a rzędy słabo wgłębione, zaznaczone tylko jako delikatne szeregi punktów. Odnóża cechują się stopami ze szczecinkami na spodzie ostatniego członu
Owad palearktyczny, znany z Hiszpanii i Francji.